# Marija Igorewna Petrowa
Marija Igorewna Petrowa (russisch Мария Игоревна Петрова; * 29. November 1977 in Leningrad) ist eine ehemalige russische Eiskunstläuferin, die im Paarlauf startete.
Ihre Eltern sind Tatjana Walterowna und Igor Nikolajewitsch. Sie hat keine Geschwister. Marija Petrowas Kosename ist Mascha. Sie war ein kränkliches Kind und begann auf Anraten ihres Arztes im Alter von sieben Jahren mit dem Eiskunstlaufen. Sie trat für den Jubileiny Sport Club an. International trat sie ausschließlich als Paarläuferin in Erscheinung.

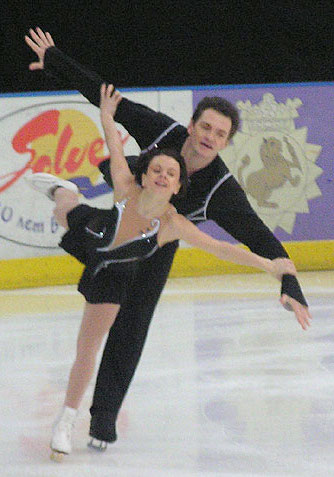
Petrowa und Tichonow bei den Russischen Meisterschaften 2005

Ihr erster Eiskunstlaufpartner war Anton Sicharulidse. Mit ihm wurde sie 1994 und 1995 Juniorenweltmeisterin. Zusammen bestritten sie zwei Welt- und Europameisterschaften. Ihre besten Ergebnisse waren der sechste Platz bei der Weltmeisterschaft 1995 und der fünfte Platz bei der Europameisterschaft 1996. Nach der Saison 1996 trennte sich Anton Sicharulidse von ihr. Er wollte bei Tamara Moskwina trainieren, Petrowa aber wollte bei Ljudmila Welikowa bleiben.
Welikowa arrangierte daraufhin ein Probetraining für sie mit Alexei Tichonow. Nach nur einem Monat verließ er die Partnerschaft. So trainierte und startete Marija Petrowa in der Folgezeit mit Teimuras Pulin. Mit ihm gewann sie die Silbermedaille bei der Juniorenweltmeisterschaft 1997. Im Seniorenbereich traten sie nur auf nationaler Ebene in Erscheinung. Pulin beendete 1998 seine Laufbahn als Eiskunstläufer, somit wurde Marija Petrowa zum dritten Mal von ihrem Eiskunstlaufpartner verlassen.
Auf Initiative von Alexei Tichonow und mit einer Entschuldigung von ihm für sein Verhalten 1996 begann das Paar Petrowa/Tichonow 1998 erneut. Diesmal mit durchschlagendem Erfolg. Sie wurden auf Anhieb 1999 Europameister und 2000 sogar Europa- und Weltmeister. Es blieben zwar ihre einzigen großen Titel, doch sie sammelten bis zu ihrem Karriereende 2007 zahlreiche Medaillen. Bei den Europameisterschaften 2002, 2003, 2005 und 2006 gewannen sie die Bronzemedaille und 2004 und 2007 die Silbermedaille. Bei den Weltmeisterschaften gewannen sie 2003 und 2006 Bronze und 2005 Silber. Bei Olympischen Spielen verfehlten Petrowa und Tichonow allerdings eine Medaille. 2002 in Salt Lake City belegten sie den sechsten Platz und 2006 in Turin wurden sie Fünfte. Das Paar trainierte bis zuletzt bei Ljudmila Welikowa.
Petrowa und Tichonow wurden auch privat ein Paar. 2010 kam ihre gemeinsame Tochter zur Welt.

## Ergebnisse

### Paarlauf
(bis einschließlich 1996 mit Anton Sicharulidse, 1997 und 1998 mit Teimuras Pulin, ab 1999 mit Alexei Tichonow)

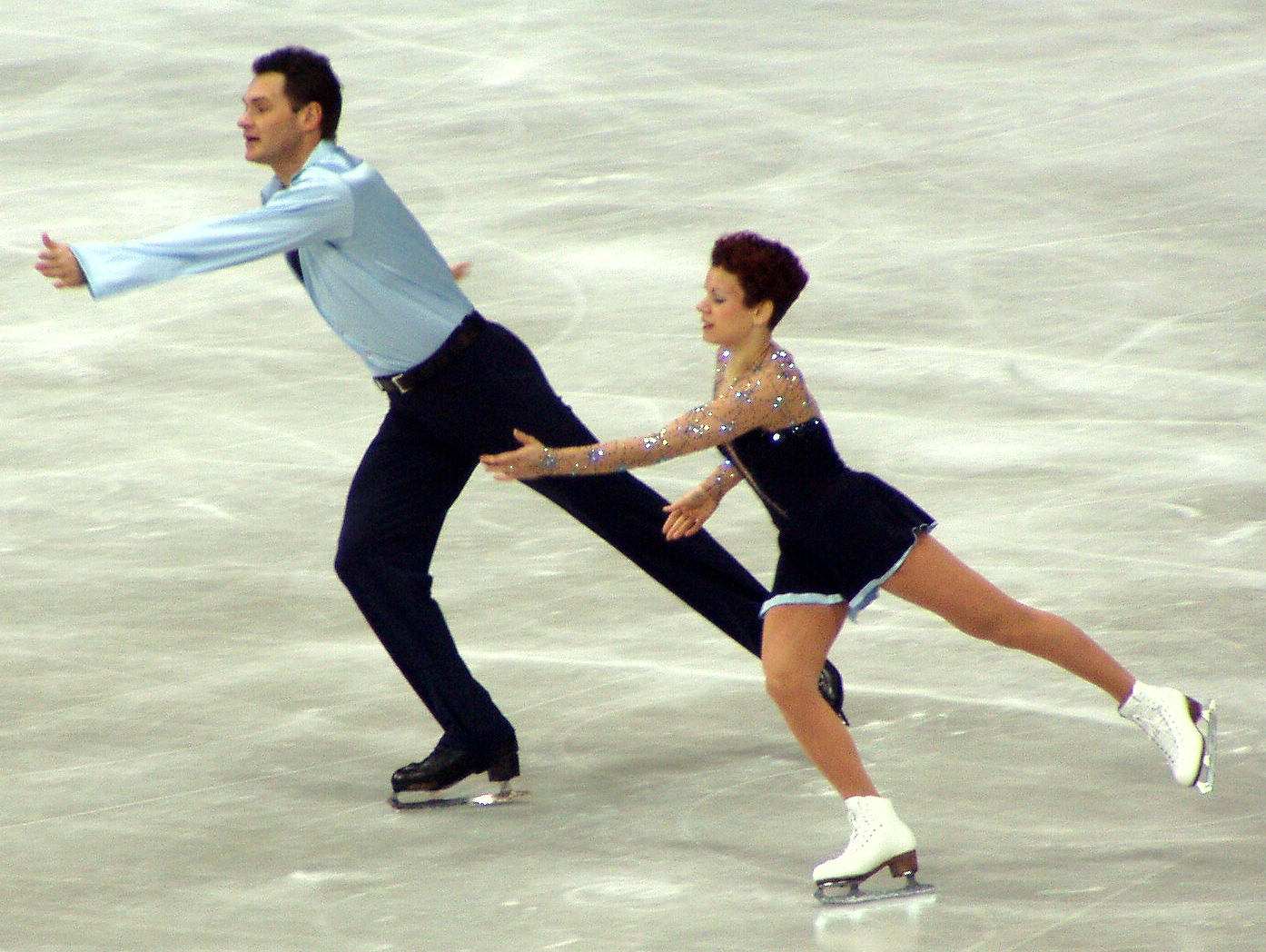
Petrowa und Tichonow bei der Weltmeisterschaft 2004 in Dortmund

| Wettbewerb / Jahr           | 1993 | 1994 | 1995 | 1996 | 1997 | 1998 | 1999 | 2000 | 2001 | 2002 | 2003 | 2004 | 2005 | 2006 | 2007 |
| --------------------------- | ---- | ---- | ---- | ---- | ---- | ---- | ---- | ---- | ---- | ---- | ---- | ---- | ---- | ---- | ---- |
| Olympische Winterspiele     |      |      |      |      |      |      |      |      |      | 6.   |      |      |      | 5.   |      |
| Weltmeisterschaften         |      | 8.   | 6.   |      |      |      | 4.   | 1.   | 4.   | 4.   | 3.   | 4.   | 2.   | 3.   | Z    |
| Europameisterschaften       |      |      | 6.   | 5.   |      |      | 1.   | 1.   | 4.   | 3.   | 3.   | 2.   | 3.   | 3.   | 2.   |
| Juniorenweltmeisterschaften | 2.   | 1.   | 1.   |      | 2.   |      |      |      |      |      |      |      |      |      |      |
| Russische Meisterschaften   |      | 6.   | 2.   | 4.   | 5.   | 6.   | 2.   | 2.   | 2.   | 3.   | 2.   | 2.   | 2.   | 1.   |      |